# Agia Ruméli
Agia Ruméli (em grego: Αγιά Ρουμέλη; romaniz.: Ayía Rouméli) ou Hágia Rumeli é uma aldeia da costa sudoeste da ilha de Creta, Grécia, que administrativamente integra o município de Sfakiá e a unidade regional de Chania. Em 2011 tinha 57 habitantes.
É um local turístico popular, pela sua extensa praia e por ser o local onde termina o percurso de caminhada da garganta de Samariá, que frequentemente é apontada como sendo o desfiladeiro mais extenso da Europa (16 km) e que se encontra no parque nacional homónimo. A aldeia só é acessível a pé ou de barco; tem  ligações regulares de ferribote entre Agia Ruméli e Chora Sfakion, via Loutro, e Paleochora, via Sougia.[carece de fontes?]